# Міщеряков Роман Олександрович
Міщеряков Роман Олександрович (нар. 3 липня 1988, Донецьк) — український телеведучий, сценарист, стендап-комік. Ведучий проєкту «Пара на мільйон», учасник «Improv Live Show» та «Жіночого кварталу».

## Життєпис
Роман Міщеряков народився 3 липня 1988 року в Донецьку в родині шахтаря та вчительки початкових класів.
Закінчив Донецький національний технічний університет, де здобув ступінь магістра за спеціальністю «Телекомунікаційні системи та мережі». Усі студентські роки грав у КВК. Після закінчення університету працював ведучим місцевого телебачення.
Пізніше Міщеряков був ведучим на різних українських телеканалах та писав сценарії для серіалів та шоу. Здобув перемогу у першому сезоні проекту «Ліга сміху» у складі команди «Два капітани — 1955».
2022 року гуморист став ведучим проєкту «Пара на мільйон» та учасником «Improv Live Show» на «Новому каналі».